# Producciones PUNCH
Producciones PUNCH (acrónimo de Producciones Nacionales Colombianas de Hoy) fue una programadora y una productora de televisión colombiana, que desde sus inicios transmitió sus programas para los canales públicos de Inravisión (hoy RTVC Sistema de Medios Públicos), en el Canal Uno y en el Canal A. Su programación consistía de programas recreativos e informativos así como reconocidas producciones nacionales e internacionales.

## Historia
En el gobierno de Gustavo Rojas Pinilla llegó uno de los inventos más innovadores de la época, la televisión. En principio, este medio no era asequible para todos; Sin embargo, la primera programadora de televisión de Colombia Producciones PUNCH fue creada, lo que le abrió las oportunidades y llevó a la televisión a un nivel de popularidad comparable con la radio. 
Producciones PUNCH fue creada el 1 de octubre de 1956 por el empresario y publicista Alberto Peñaranda Restrepo y su esposa Cristina Schneider de Peñaranda, convirtiéndose así en la primera programadora de la televisión colombiana.
En enero de 1957, se realizó la primera transmisión desde Estadio El Campín de Bogotá. 
Producciones PUNCH, RTI Televisión, Producciones JES y RCN Televisión fueron las primeras programadoras que eran consideradas como los 4 grandes pesados de la televisión colombiana. 
Producciones PUNCH realizó sus producciones propias, además de un informativo que fracasó como el Noticiero Suramericana de la compañía financiera Suramericana y además programación de vanguardia. 
En 1971, Producciones PUNCH entró a formar parte de la Organización de Televisión Iberoamericana (OTI).
Producciones PUNCH se mantuvo en las licitaciones de programadoras entre 1972 y 1991 operándose en la Cadena 1 y en la Cadena 2.
En 1975, se organizó junto a Caracol Televisión y RTI Televisión para la creación de los Estudios GRAVI en Bogotá. 
El 7 de agosto de 1982 en alianza con Cenpro Televisión para presentar la película Harry y Walter van a Nueva York con duración de dos horas y media de 12:30 a 15:00 por la Segunda Cadena.
A comienzos de 1986, Producciones PUNCH en alianza con Cenpro Televisión presentaron algunos enlatados como Gente Común y El Maravilloso Mundo de Disney pero a mediados de 1986 se separaron y transmitieron enlatados como Bugs Bunny, El Show de Porky Pig y El Mundo de Jacques Cousteau.
En agosto de 1988, se creó la OTI Colombia, que fue un consorcio de programadoras que tenía la licencia para transmitir los Juegos Olímpicos, la Copa Mundial de fútbol y el Festival OTI de la Canción, para las programadoras de Producciones PUNCH, Caracol Televisión, RCN Televisión, RTI Televisión, Producciones JES y Datos y Mensajes (las mismas que estaban afiliadas a la Organización de Televisión Iberoamericana (OTI)).
En 1989 tuvo un primer intento no exitoso de convertirse en canal privado.
Para la década de los 90, Producciones PUNCH ya había conseguido grandes logros para la televisión colombiana. Desde su creación Producciones PUNCH ya había emitido más de 8.000 horas lo que era un récord hasta ese entonces en Colombia. Así mismo, Producciones PUNCH logró traer reconocidas producciones internacionales como Los Pitufos, Clase de Beverly Hills y Guardianes de la Bahía. Por otro lado, Producciones PUNCH logró enviar muchas de sus producciones a países como Panamá y Estados Unidos lo que aumentó aun más su popularidad. 
En 1991 se presentó a la licitación de la Cadena Uno y el Canal A, saliendo favorecida en el Canal A con 14 horas de programación. En ese mismo año Producciones PUNCH abandona sus estudios para crearse sus propias oficinas en la calle 43 # 27-47 en el barrio La Soledad en Bogotá, Actualmente éstas oficinas están ocupadas por el canal de TV por subscripción Cablenoticias.
Durante la licitación que adjudicó los espacios de televisión entre 1992 y 1997, Producciones PUNCH se constituyó en una de las mayores concesionarias, operando en el Canal A.
En 1997 se presentó a la licitación de la Cadena Uno y el Canal A, saliendo favorecida en la Cadena Uno con 14 horas de programación. En ese mismo año, con la licitación de la apertura de los canales privados, Producciones PUNCH entró en una licitación bajo el consorcio de TV Color Limitada con la finalidad de conceder una frecuencia de televisión, pero fue derrotado por las programadoras que si pujaron como Caracol Televisión y RCN Televisión. A pesar de la derrota, Producciones PUNCH continuó siendo programadora del Canal A, pero empezó una severa crisis financiera por la que perdió una gran parte de capital, cancelando así diversos programas que estaban produciendo, ante el aumento de los canales privados RCN Televisión y Caracol Televisión.
Durante la licitación que adjudicó los espacios de televisión entre 1998 y 2000 (año de su desaparición como programadora), Producciones PUNCH se constituyó en una de las mayores concesionarias, operando en el Canal Uno (hoy Canal 1).
Para 1998, OTI Colombia tendría un espacio para los dos canales públicos Cadena Uno y Canal A llamado Mundial OTI 1A que era un espacio para realizar las transmisión de la Copa Mundial de Futbol de 1998 y que uniría a las programadoras restantes como: Producciones PUNCH, RTI Televisión, Producciones JES y Datos y Mensajes, debido a que Caracol Televisión y RCN Televisión se retiraron de la OTI Colombia para realizar sus transmisiones de manera independiente, debido a que se preparaban para convertirse en canales privados. Luego entregarían sus espacios a la extinta Comisión Nacional de Televisión, y declararse en quiebra ante la llegada de los nuevos canales privados debido al retiro de gran parte de la torta publicitaria por parte de los mismos.
El 31 de diciembre del 2000, Producciones PUNCH finalizó sus transmisiones y entró en liquidación por la falta de capital debido a la llegada de los canales privados, mientras que los archivos materiales y audiovisuales de Producciones PUNCH fueron cedidos a la RTVC a través de la plataforma de Señal Memoria. 
Actualmente en sus oficinas y estudios se opera el canal de cable Cablenoticias.

## Convenios de programadoras
Esta reconocida programadora tuvo convenios con Caracol Televisión y RTI Televisión a principios, mediados y finales de los 80s. y a principios, mediados y finales de los 90s, también tenía convenios con Colombiana de Televisión, DFL Televisión, Jorge Barón Televisión, RCN Televisión, Producciones JES y Producciones Bernardo Romero Pereiro.

## Servicios
Producciones PUNCH contaba con su emisora; como la tradicional Radio Capital, en los 1250 AM en Bogotá que aún se mantiene en el aire.

## Producciones

### Noticieros
- Noticiero Suramericana (1956-1970)

### Telenovelas
- El 0597 está ocupado (1963)
- Estafa de amor (1971)
- Manuela (1975)
- Rojo y Negro (1977)
- Manuelita Sáenz (1978)
- En las líneas del destino (1979)
- Piel de Zapa (1979)
- Juanita (1979)
- Rasputín (1980-1981)
- Hato Canaguay (1981-1982)
- El esmeraldero (1982)
- Crimen y castigo (1983)
- El jorobado de Nuestra Señora de París (1983)
- David Copperfield (1984)
- Cumbres borrascosas (1984)
- Los miserables (1984)
- Los ejecutivos (1984-1985)
- El refugio (1985–1986)
- Amándote (1986)
- Carmentea (1986-1987)
- Las muertes ajenas (1987)
- Marcela (1987-1988)
- Los hijos de los ausentes (1988)
- El cacique y la diosa (1988-1989)
- La rosa de los vientos (1989-1990)
- Te voy a enseñar a querer (1990)
- El pasado no perdona (1990-1991)
- La vida secreta de Adriano Espeleta (1991)
- Bendita mentira (1992)
- Pasión de vivir (1992-1993)
- Mi amiga del alma (1996)
- La Huella de tus Besos (1996-1997)
- Marcelina (1997)
- Amores como el Nuestro (1998)
- Código de pasión (1998-1999)

### Series
- Ana María (1984)
- Corazón de Fuego (1986)
- Musidramas (1987-1995)
- Blue Jeans (1990)
- Si nos dejan (1990)
- Doble seis (1990)
- Ojos de gato (1990-1991)
- Asunción (1991-1994)
- Piel a piel (1994-1995)
- Cazados (1995-1996)
- Cartas a Harrison (1996-1997)
- Indagatoria (1997-1998)
- La familia del alcalde (1998)
- Sara: Un grito en el silencio (1999)

### Comedia
- Pero que familia (1987-1989)
- Vuelo secreto (1992-1999)
- El hijo de Nadia (1993-1996)
- Crónicas de Catre (1998-2000)
- La Comedia Mal Parada (1999-2000)
- La Barra (2000)

### Programas generales
- El show de Jimmy (1971-1979) (pasó a Do Re Creativa Televisión entre 1979 y 1993)
- Testimonio (1986-1999)
- Universo Joven (1987-1988)
- Momento Cultural (1988-1998)
- Personajes (1992-1997)

### Programas infantiles
- Imagínate (1984-1991)
- Notitutticuanti (1985-1990) (1987-1988)
- Supertiteres
- Los Dumis (1987)
- La hora animada (1989-1991)
- Todo el Mundo está Feliz (1991)
- Maxi Mini TV (1992-1997)
- Odisea (1992-1999)

### Transmisiones deportivas
- Copa Mundial de Fútbol de 1966 (en alianza con Caracol Televisión y RTI Televisión)
- Juegos Olímpicos de México 1968 (en alianza con Caracol Televisión y RTI Televisión)
- Copa Mundial de Fútbol de 1970 (en alianza con Caracol Televisión y RTI Televisión)
- Juegos Olímpicos de Múnich 1972*
- Copa Mundial de Fútbol de 1974*
- Juegos Olímpicos de Montreal 1976*
- Copa Mundial de Fútbol de 1978*
- Juegos Olímpicos de Moscú 1980*
- Copa Mundial de Fútbol de 1982*
- Juegos Olímpicos de Los Ángeles 1984*
- Copa Mundial de Fútbol de 1986*
- Juegos Olímpicos de Seúl 1988**
- Copa Mundial de Fútbol de 1990**
- Juegos Olímpicos de Barcelona 1992**
- Copa Mundial de Fútbol de 1994**
- Juegos Olímpicos de Atlanta 1996**
- Copa Mundial de Fútbol de 1998**
- Eurocopa 2000
- Copa Libertadores 1978 (en alianza con Caracol Televisión y RTI Televisión)
- Copa Libertadores 1986 (en alianza con Caracol Televisión y RTI Televisión)
- Copa Mundial de Fútbol Juvenil de 1985 (en alianza con Caracol Televisión y RTI Televisión)
- Copa Mundial de Fútbol Juvenil de 1993
- Copa América 1975
- Copa América 1987 (en alianza con Caracol Televisión y RTI Televisión)
- Vuelta a Colombia 1984 (en alianza con Caracol Televisión y RTI Televisión)
- Vuelta a Colombia 1985 (en alianza con Caracol Televisión y RTI Televisión)
- Vuelta a Colombia 1986 (en alianza con Caracol Televisión y RTI Televisión)
- Vuelta a Colombia 1987 (en alianza con Caracol Televisión y RTI Televisión)

* En alianza con Caracol Televisión y RTI Televisión, miembros de la OTI (en ese entonces Organización de Televisión Iberoamericana)

** En alianza con Caracol Televisión, RTI Televisión, RCN Televisión, Producciones JES y Datos y Mensajes, miembros de la OTI (en ese entonces Organización de Televisión Iberoamericana)

## Eslóganes
- 1981: 25 años dedicados a la familia colombiana.
- 1981 - 1983: Punch piensa en usted.
- 1983 - 1985: Si es de Punch, es para toda la familia.
- 1985: La pauta que si se ve.
- 1986: 30 Años de imagen con futuro.
- 1986 - 1987: Imagen con futuro.
- 1987 - 1990: La programadora de la familia colombiana.
- 1990 - 2000: La imagen de la experiencia.
- 1991: Punch en sus 35 años.